# دهستان دوبان
دهستان دوبان (به لاتین: Doban Gewog) یک دهستان در کشور بوتان است که در ناحیهٔ سرپانگ واقع شده‌است.